# Drever
A drever[Nota], também chamada dachbraco sueco, é uma raça de caça criada a partir dos cruzamentos do basset alemão da Vestfália com cães suecos. Seu nome, que significa condutor, transparece sua maior habilidade: o farejamento. Podendo atingir os 38 kg, é considerado ideal para caçar presas grandes. Dito obstinado, tenaz e persistente, possui boa resistência ao frio e, quando não em épocas de caça, é visto como um bom cão de companhia graças a seu fácil adestramento.